# Nikias Arndt
Pour les articles homonymes, voir Arndt.
Nikias Arndt, né le 18 novembre 1991 à Buchholz in der Nordheide, est un coureur cycliste allemand.

## Biographie

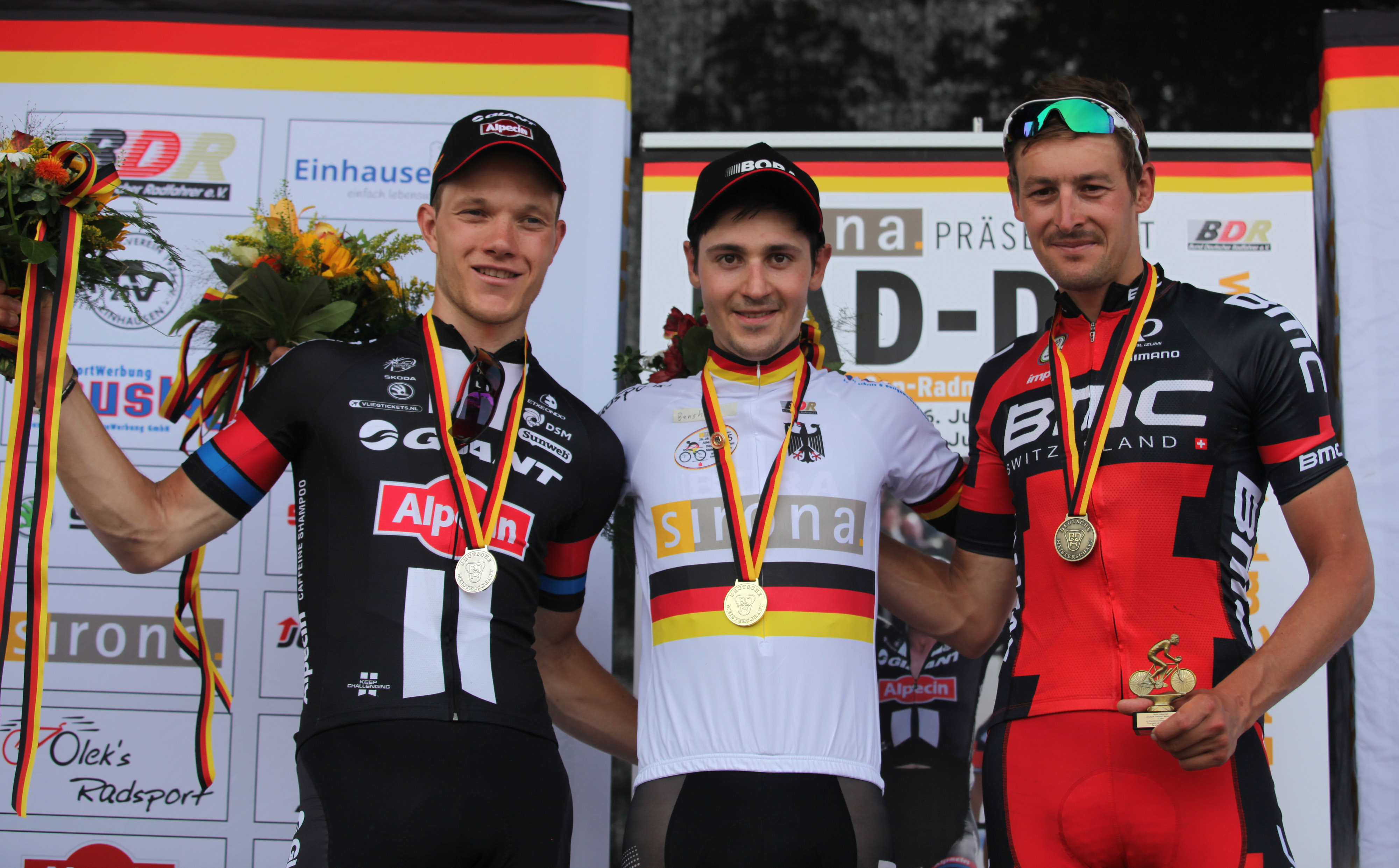
Podium du championnat d'Allemagne sur route 2015 : Nikias Arndt (2e), Emanuel Buchmann (1er) et Marcus Burghardt (3e).

En 2006, Nikias Arndt remporte le titre de champion d'Allemagne de la course aux points dans la catégorie cadets (U16). L'année suivante, il s'impose lors de la poursuite lors des championnats d'Allemagne cadets. Il prend la troisième place du championnat d'Allemagne de poursuite (U18), pour sa première année chez les juniors. La saison suivante, il gagne au sprint quatre étapes sur le circuit juniors. Il termine quatrième du contre-la-montre au championnat du monde junior 2009, organisé à Moscou puis remporte la médaille de bronze de la poursuite par équipes avec l'Allemagne.
Il s'adjuge le 11 avril 2010 la quatrième étape du Cinturón a Mallorca. En 2011, il remporte la 4e étape du Tour de l'Avenir. En 2012 il remporte notamment le Tour de Berlin ainsi que deux étapes une étape au Tour de Thuringe et à l'Istrian Spring Trophy.
Il est recruté pour 2013 par l'équipe UCI World Tour Argos-Shimano. Deuxième et troisième d'étapes du Tour de Turquie au printemps, il est sixième du championnat d'Allemagne du contre-la-montre en juin. En août, il remporte une étape de l'Arctic Race of Norway,, puis prend la troisième place du classement général. Il dispute ensuite le Tour d'Espagne, son premier grand tour. Il est quatrième de la cinquième étape et troisième de la dernière. En 2014, il remporte au sprint sa première victoire sur le circuit World Tour lors de la 3e étape du Critérium du Dauphiné.
Arndt est sélectionné pour le contre-la-montre des championnats du monde de Richmond.
En 2017, il remporte la Cadel Evans Great Ocean Road Race, nouvellement promue à l’échelon World Tour.
En 2018 il termine huitième de l'EuroEyes Cyclassics.
Testé positif au SARS-CoV-2, Arndt est non-partant lors de la huitième étape du Tour d'Espagne 2022, tout comme son camarade de chambre Mark Donovan.
En août 2022, l'équipe Bahrain Victorious annonce son recrutement pour 2023 et 2024.

## Palmarès sur route et classements mondiaux

### Palmarès par années
- 2006
  - 2e du championnat d'Allemagne du contre-la-montre par équipes cadets
- 2007
  - 2e du critérium du Festival olympique de la jeunesse européenne
  - 2e du championnat d'Allemagne du contre-la-montre par équipes cadets
- 2008
  - Classement général de la Coupe du Président de la Ville de Grudziadz
- 2009
  - 3ea étape (contre-la-montre) et 3eb étape de la Course de la Paix juniors
  - 3e étape des Trois Jours d'Axel
  - 3e étape du Tour de Basse-Saxe juniors
  - 2e de la Course de la Paix juniors
  - 2e des Trois Jours d'Axel
  - 2e du championnat d'Allemagne du contre-la-montre juniors
  - 3e du Trofeo Karlsberg 
  - 3e du Tour de Basse-Saxe juniors
- 2010
  - 4e étape de la Cinturón a Mallorca
  - 6e étape du Tour de Thuringe
  - Tour d'Alanya :
    - Classement général
    - 3e étape
- 2011
  - 3e étape du Tour de Thuringe
  - 4e étape du Tour de l'Avenir
  - 3e de l'Erzgebirgsrundfahrt
- 2012
  - 3e étape de l'Istrian Spring Trophy
  - Tour de Berlin :
    - Classement général
    - 2e et 3e étapes

  - 6e étape du Tour de Thuringe

### Palmarès professionnel
- 2013
  - 3e étape de l'Arctic Race of Norway
  - 3e de l'Arctic Race of Norway
- 2014
  - 3e étape du Critérium du Dauphiné
  - 2e du championnat d'Allemagne du contre-la-montre
- 2015
  - 6e étape du Tour d'Alberta
  - 2e du championnat d'Allemagne sur route
  - 2e du championnat d'Allemagne du contre-la-montre
  - 3e du Tour de Münster
- 2016
  - 21e étape du Tour d'Italie
  - 3e du Tour de Cologne
- 2017
  - Cadel Evans Great Ocean Race
- 2018
  - 3e du championnat d'Allemagne du contre-la-montre
  - 6e de la Cadel Evans Great Ocean Race
  - 8e de la EuroEyes Cyclassics
- 2019
  - 8e étape du Tour d'Espagne
- 2021
  -  Champion du monde du contre-la-montre par équipes en relais mixte
  - 5e étape du Tour de Pologne
- 2022
  - 2e du championnat d'Allemagne sur route
  - 3e du Tour de Cologne

### Résultats sur les grands tours

#### Tour de France
6 participations
- 2017 : 84e
- 2018 : 67e
- 2019 : 116e
- 2020 : 126e
- 2023 : 121e
- 2024 : 111e

#### Tour d'Italie
3 participations
- 2015 : 148e
- 2016 : 87e, vainqueur de la 21e étape
- 2021 : 62e

#### Tour d'Espagne
5 participations
- 2013 : 136e
- 2014 : 102e
- 2016 : 159e
- 2019 : 69e, vainqueur de la 8e étape
- 2022 : non-partant (8e étape)

### Classements mondiaux
| Année                                 | 2010 | 2011 | 2012 | 2013 | 2014 | 2015 | 2016 | 2017 | 2018  | 2019 | 2020 | 2021 | 2022 | 2023 | 2024 |
| ------------------------------------- | ---- | ---- | ---- | ---- | ---- | ---- | ---- | ---- | ----- | ---- | ---- | ---- | ---- | ---- | ---- |
| UCI World Tour                        |      |      |      | 166e | 166e | nc   | 100e | 97e  | 121e  |      |      |      |      |      |      |
| Classement mondial                    |      |      |      |      |      |      | 148e | 175e | 307e  | 579e | 880e | 233e | 270e | 448e | 523e |
| UCI Europe Tour                       | 431e | 150e | 125e |      |      |      | 167e | nc   | 1184e | 438e | 699e | 199e | 219e | nc   | nc   |
| UCI America Tour                      | nc   | nc   | 331e |      |      |      | nc   | nc   | nc    |      |      |      |      |      |      |
|                                       |      |      |      |      |      |      |      |      |       |      |      |      |      |      |      |
| Légende : nc = non classéSource : UCI |      |      |      |      |      |      |      |      |       |      |      |      |      |      |      |

## Palmarès sur piste

### Championnats du monde
- Apeldoorn 2011
  - 7e de la poursuite individuelle
  - 7e de la poursuite par équipes
- Melbourne 2012
  - 9e de la poursuite par équipes
  - 14e de l'omnium

### Championnats du monde juniors
- Moscou 2009
  -  Médaillé de bronze de la poursuite par équipes
  -  Médaillé de bronze de l'omnium

### Coupe du monde
- 2011-2012
  - 3e de la poursuite à Astana
  - 3e du scratch à Astana
  - 3e de l'omnium à Pékin

### Championnats nationaux
- 2006
  -  Champion d'Allemagne de la course aux points cadets
  - 3e de la poursuite par équipes cadets
- 2007
  -  Champion d'Allemagne de poursuite cadets
  - 2e de la course aux points cadets
- 2008
  - 3e de la poursuite juniors
- 2009
  -  Champion d'Allemagne de poursuite juniors
  -  Champion d'Allemagne de poursuite par équipes juniors (avec Tobias Barkschat, Michel Koch et Lars Telschow)
- 2011
  -  Champion d'Allemagne de poursuite
  -  Champion d'Allemagne de poursuite par équipes (avec Henning Bommel, Stefan Schäfer et Franz Schiewer)

## Distinctions
- Cycliste juniors allemand de l'année : 2009